# Bellies
Bellies es la novela debut de Nicola Dinan, publicada por Hanover Square Press en 2023.

## Trama
Ambientada en Londres, Bellies sigue la historia de Ming y Tom, dos amantes que se conocen en una fiesta de drag, ambos vestidos de mujeres. Ming comienza a hacer la transición y a aceptarse como una mujer trans. Tom, un hombre gay, se siente menos atraído por su pareja a medida que ella hace la transición y Ming termina la relación. Ming escribe una obra sobre la ruptura, lo que enfurece a Tom.

## Recepción
La novela recibió críticas positivas en The Guardian, The Times, y The Skinny.

## Adaptación
En diciembre de 2022, se anunció que Element Pictures planea crear una adaptación de la novela.

## Reconocimientos
El libro fue nominado al Premio Literario Lambda 2023 de ficción transgénero.